# アレクサンドル・コスモデミヤンスキー

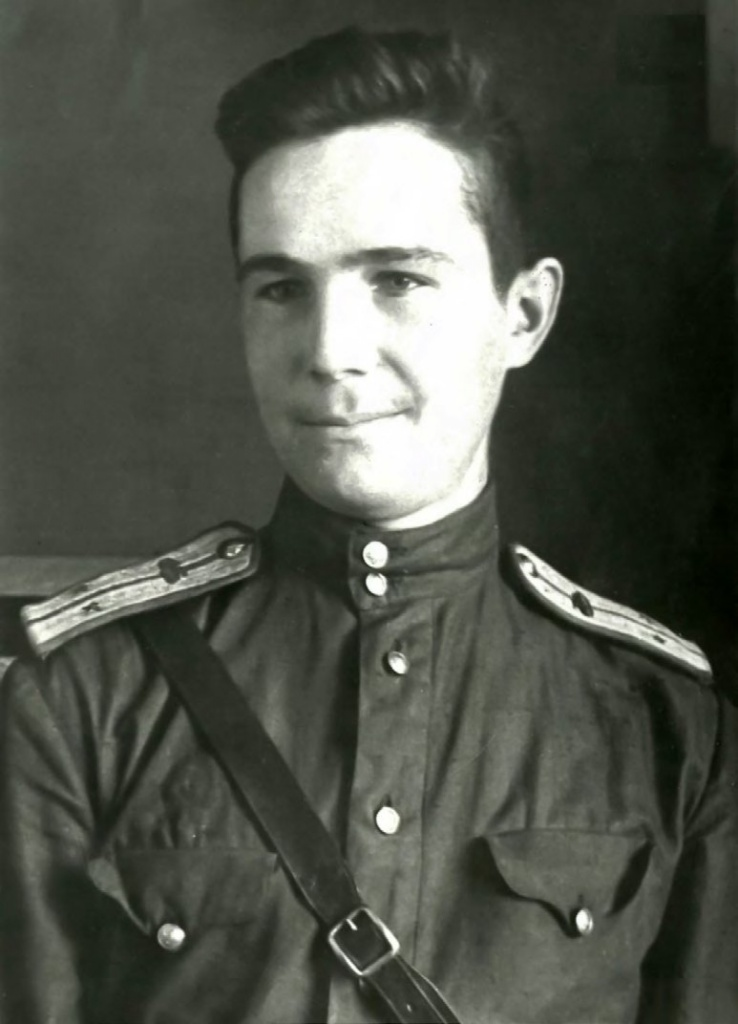
1943年〜1945年頃

アレクサンドル・アナートリエヴィッチ・コスモデミヤンスキー（ロシア語: Александр Анатольевич Космодемьянский, 1925年7月27日 - 1945年4月13日）は、ソビエト連邦の軍人。親衛上級中尉。ソ連邦英雄（死後）。ソ連邦英雄の女性パルチザン、ゾーヤの弟。愛称はシューラ。

## 経歴
タンボフ州ガヴリロフスキー地区オシノ・ガイ村出身。1930年、一家はモスクワに転居し、10年制学校を卒業した。姉がドイツ兵により処刑された時、アレクサンドルは16歳だった。この知らせを聞いて、姉と仲が良かったアレクサンドルはショックを受け、前線を志願した。しかし、年齢を理由に一旦却下され、1942年4月になって初めて軍に召集された。1943年、ウリヤノフスク戦車学校を卒業。
1943年10月から前線に立ち、西部戦線で戦った。コスモデミヤンスキー中尉は、10月21日、KV戦車の搭乗員として初陣を飾った。彼の戦車の砲塔には、「ゾーヤのために」（ロシア語: За Зою）とマーキングされていた。この戦闘で、10の壕、数門の火砲、自走砲1両、中隊規模のドイツ軍集団を殲滅した。その後、白ロシアとバルトの解放、東プロイセンの防衛線突破、ケーニヒスベルク要塞突入に参加した。
1945年4月6日、第350親衛重自走砲連隊（第3白ロシア戦線第43軍）の自走砲車長コスモデミヤンスキー上級中尉は、ケーニヒスベルクのランドグラベン運河を渡河し、敵のドイツ砲兵や弾薬庫等を殲滅する。その後、味方の架橋と戦車・自走砲の渡河を火力支援した。この功績により、コスモデミニヤンスキーはSU-152中隊長に任命された。4月8日、彼の中隊はケーニヒスベルク北西部で戦い、敵拠点の「ルイーザ女王」要塞を攻撃し、その守備隊を降伏させた。
4月13日、フィルブルデンクルーグ村での戦闘で、コスモデミヤンスキーの中隊は、対戦車砲4門、中隊規模のドイツ軍を殲滅したが、彼の搭乗車はドイツ兵の反撃によって炎上させられた。彼は炎上する自走砲からの脱出を図り味方歩兵と共に村に突入したが、突入時に敵砲弾の破片がコスモデミヤンスキーに当たり戦死した。
1945年6月29日、戦死したアレクサンドル・コスモデミヤンスキーに対してソ連邦英雄の称号が授与された。

## 顕彰
モスクワのノヴォデヴィチ墓地に姉と並んで埋葬。
カリーニングラードには、彼の胸像が設置された。カリーニングラード－バルチースク道の14kmの地点には、記念碑が建てられた。彼の名前（愛称）について、カリーニングラード郊外の町をはじめ、小惑星（シューラ、1977年）等にも命名された。モスクワのゾーヤとアレクサンドル・コスモデミヤンスキー通りには、石碑が建てられた。

## パーソナル
姉のゾーヤ（1923年 - 1941年11月29日）は、女性パルチザンで、女性初のソ連邦英雄となった。
ソ連邦英雄。レーニン勲章、一等及び二等祖国戦争勲章を受賞。部隊の永久隊員に列せられた。